# Радянський геноцид в Україні
«Радянський геноцид в Україні» — стаття-звернення Рафаеля Лемкіна. 
Звернення «Радянський геноцид в Україні» Лемкіним вперше проголосив до тритисячної аудиторії, що зібралася в 1953 році в Мангеттен Центрі в Нью-Йорку, щоб вшанувати двадцяту річницю Великого Голоду в Україні.
У зверненні вперше були визначені злочини сталінського комуністичного режиму проти українців як геноцид та проаналізовано геноцид в Україні в контексті міжнародної конвенції. Вчений довів, що Голодомор разом з такими антиукраїнськими акціями радянської влади, як русифікація, ліквідація українських церков, винищення української інтелігенції, масові депортації, розкуркулення, «фрагментація українського народу шляхом поселення в Україні чужинців і водночас розпорошення українців по цілій Східній Європі», масові вбивства українців, заслання у Сибір тощо є радянським геноцидом українців.
20 листопада 2015 року статтю Лемкіна «Радянський геноцид в Україні» внесли в Росії у Федеральний список екстремістських матеріалів.
25 листопада 2017 року Світовий конгрес українців у заяві з нагоди 85-ї річниці Голодомору закликав уряди всіх держав та ООН визнати Голодомор актом геноциду.